# Lijst van oorlogsmonumenten in Drenthe

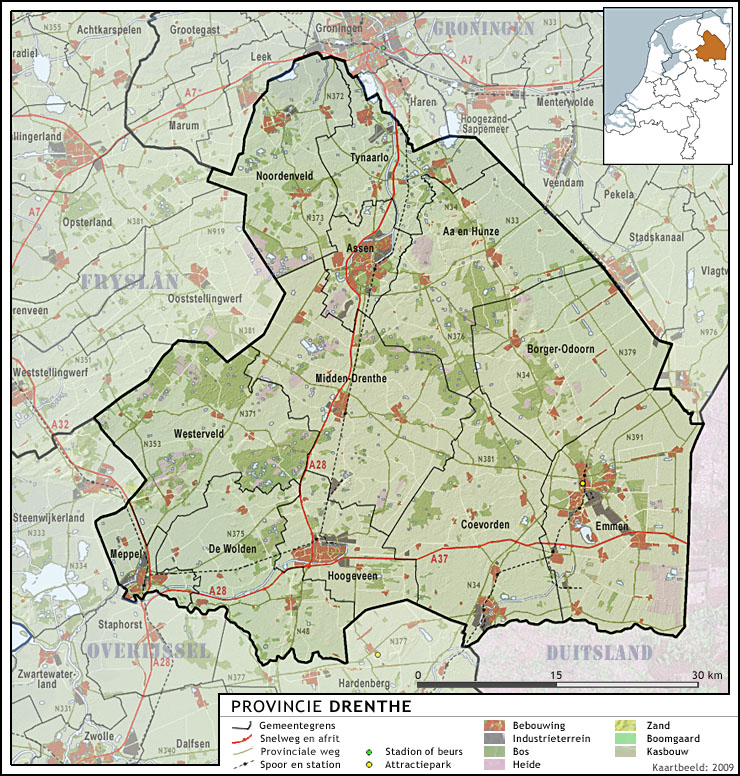
Drenthe

In de volgende gemeenten in Drenthe bevinden zich oorlogsmonumenten:
- Aa en Hunze
- Assen
- Borger-Odoorn
- Coevorden
- Emmen
- Hoogeveen
- Meppel
- Midden-Drenthe
- Noordenveld
- Tynaarlo
- Westerveld
- De Wolden